# 思親公園

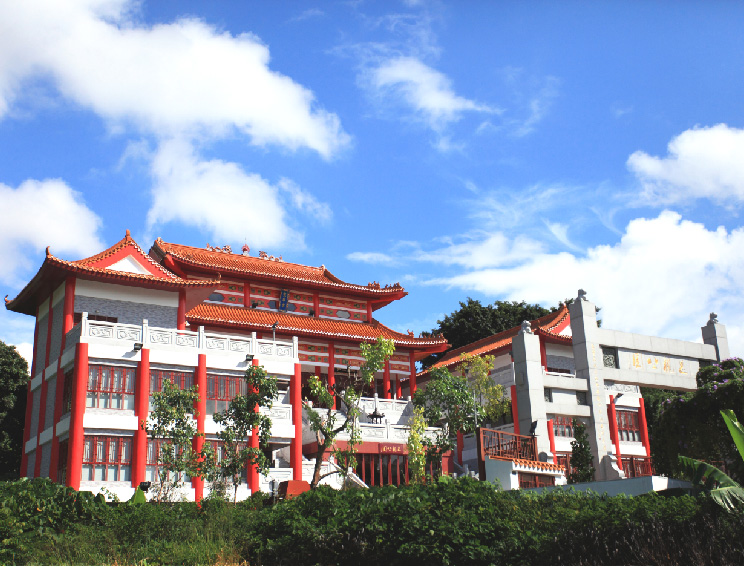
思親公園

思親公園為香港一座道教骨灰龕堂，位於新界屯門青山村楊青路25號，佔地約3,600平方米，由仁濟醫院及蓬瀛仙館合作興建，耗資逾1億6千萬港元，於2012年12月落成，於2013年3月24日啟用。思親公園提供約5,000個家庭式骨灰龕位，每個家庭式骨灰龕位可以供予兩名有近親關係之先人共同存放。

## 歷史

### 起源
1998年，仁濟醫院獲得捐贈一幅位於屯門青山村的土地，供予仁濟醫院作為慈善用途。經過當時的董事局研究，認為香港骨灰龕位嚴重短缺，興建骨灰龕場有幫助於紓緩需求，最後決定在該片土地興建骨灰龕堂，附有園林景觀，及具有古樸風貌之亭台，以配合當地之環境，及定名為思親公園。1999年，仁濟醫院透過城市規劃師向城市規劃委員會申請上述計劃，於2000年2月獲得批准。

### 仁濟醫院與蓬瀛仙館合作
鑑於計劃發展龐大，董事局遂邀請於道教從事骨灰事業甚有經驗之蓬瀛仙館一同參與，及於2001年簽署合作協議，落實於日後的融資、管理及發展安排。由於有關土地面積有限，董事局向地政署申請換地，並且獲得屯門地政署於2006年批出涉及30,000呎的土地，按照市值繳付地價，地契合約期為50年。

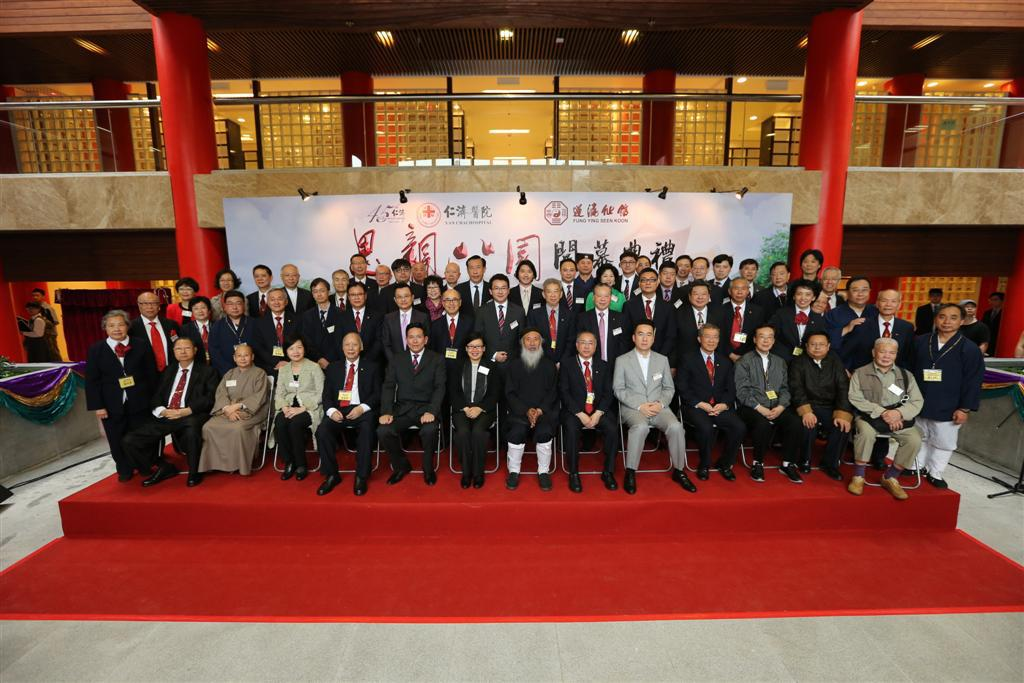
思親公園開幕典禮
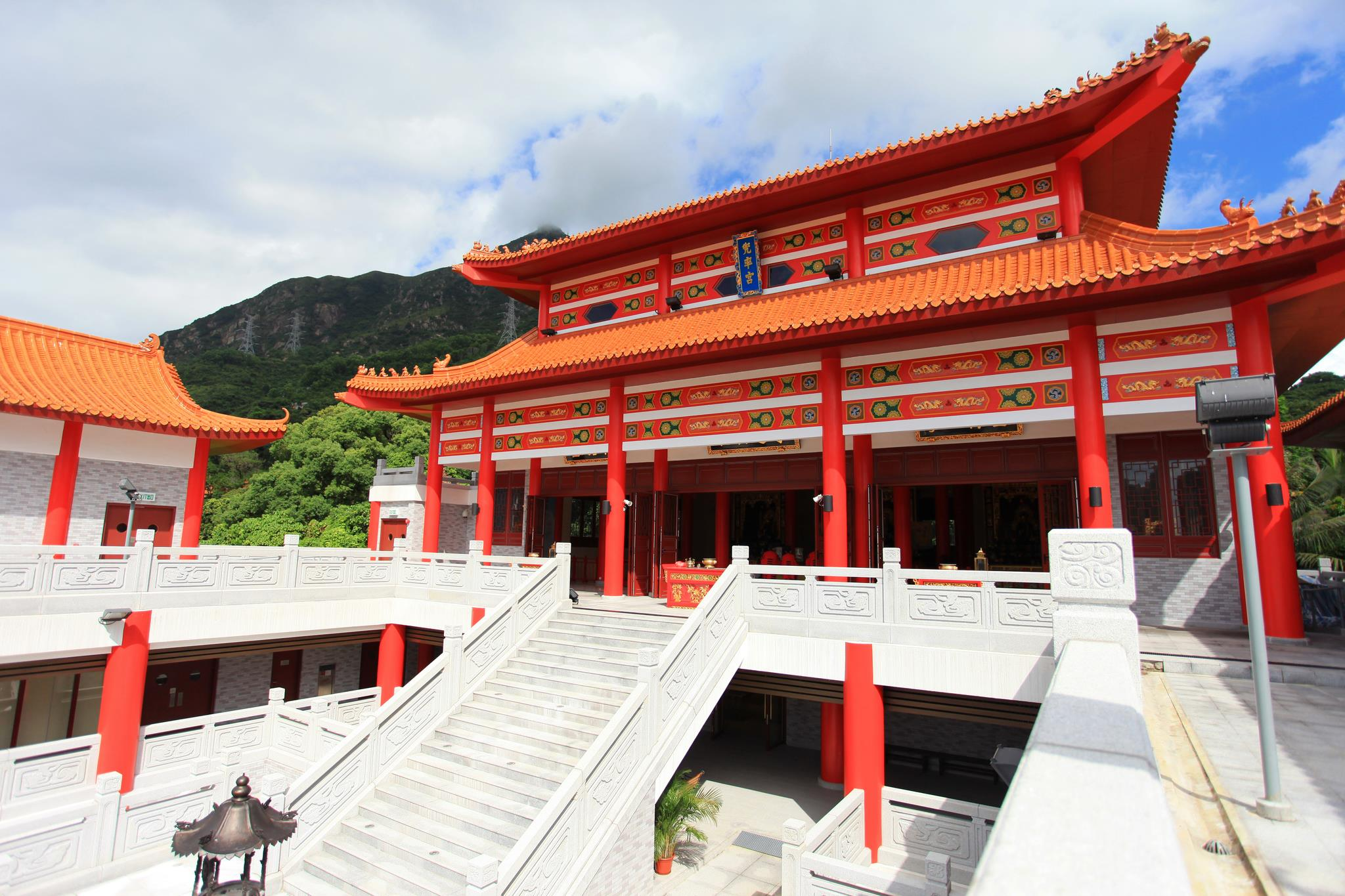
思親公園兜率宮

2012年12月12日，有關單位舉行思親公園新聞發佈會。
2013年3月24日，舉行思親公園開幕典禮，由民政事務局副局長許曉暉和中國道教協會會長任法融道長擔任主禮嘉賓。

## 建築
思親公園整座建築依山而建，屬於風水旺地，配以富有中國傳統特色的建築物，包括飄簷及華表等。思親公園以簡潔採光設計，並且著重促進空氣對流，以保持園內空氣通爽及開揚，以減少使用能源。地下、一樓及二樓均設立有骨灰龕家庭位，三樓為大殿，供奉呂祖先師、太上老君和邱長春祖師，建築物內揉合了濃厚的道教特色，包括脊上龍、簷口獸頭及鰲魚吞脊等。

## 服務
思親公園提供約5,000個家庭式骨灰龕位，首批1,176個龕位於2012年12月起公開接受申請，龕位全部為家庭位，每個龕位可以放置兩座骨灰盅。第二批龕位於2013年12月起公開接受申請。

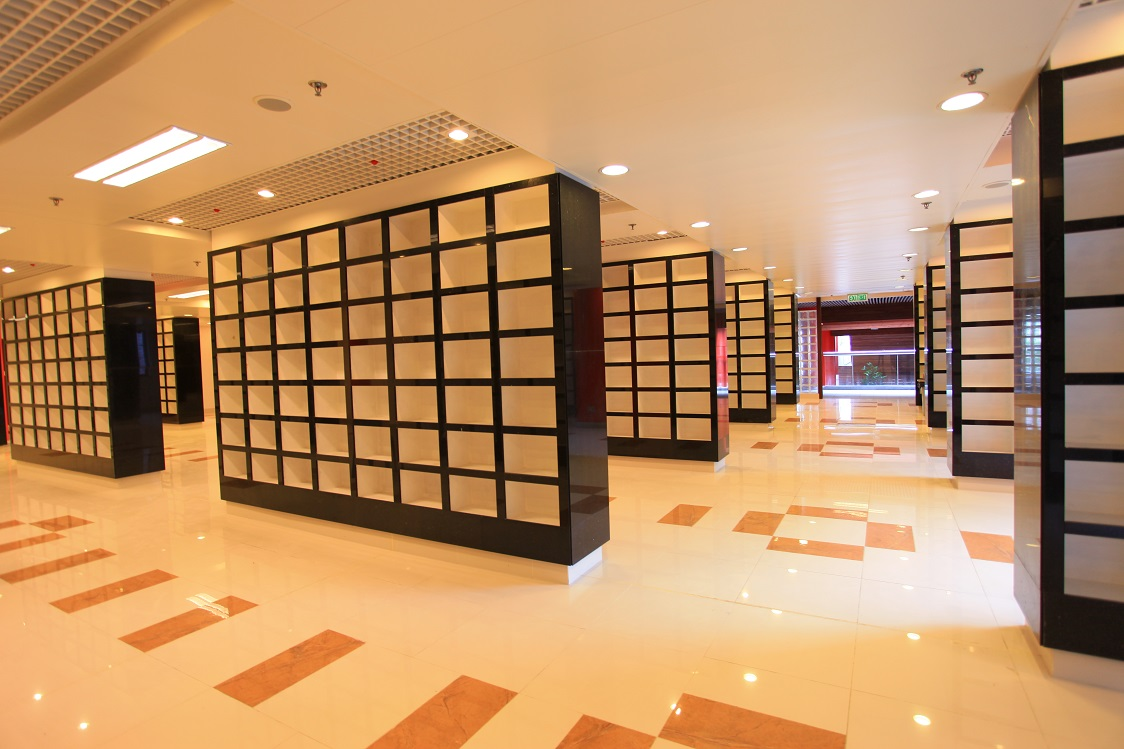
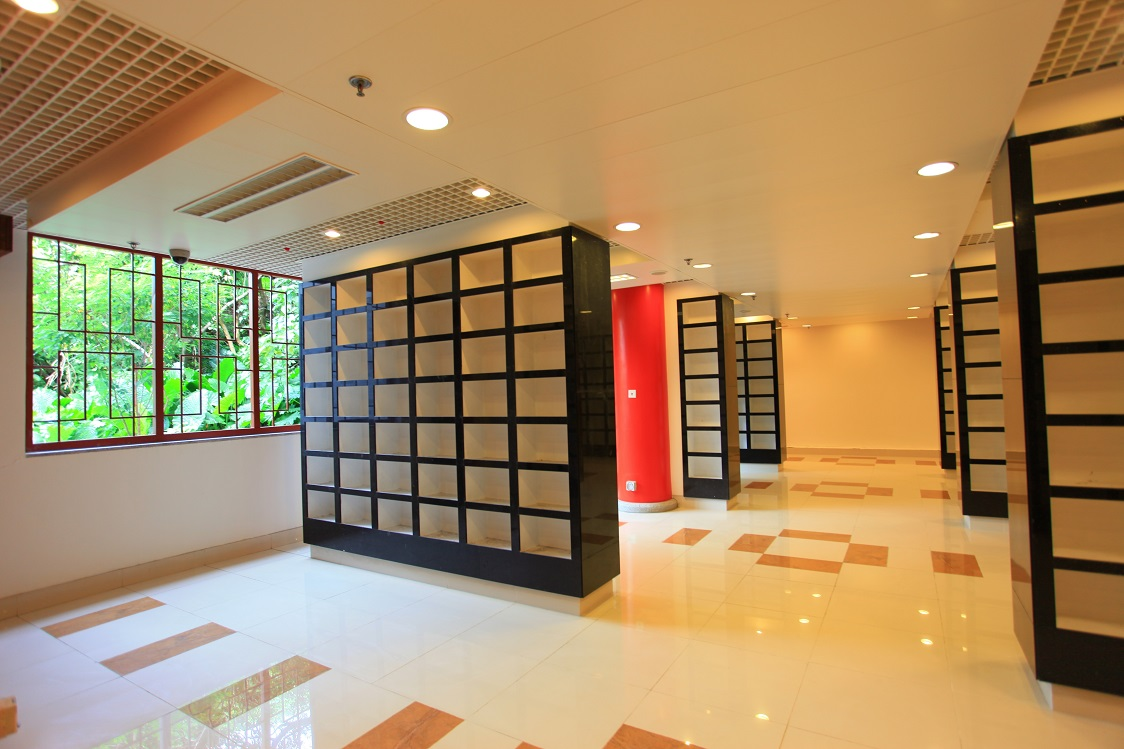

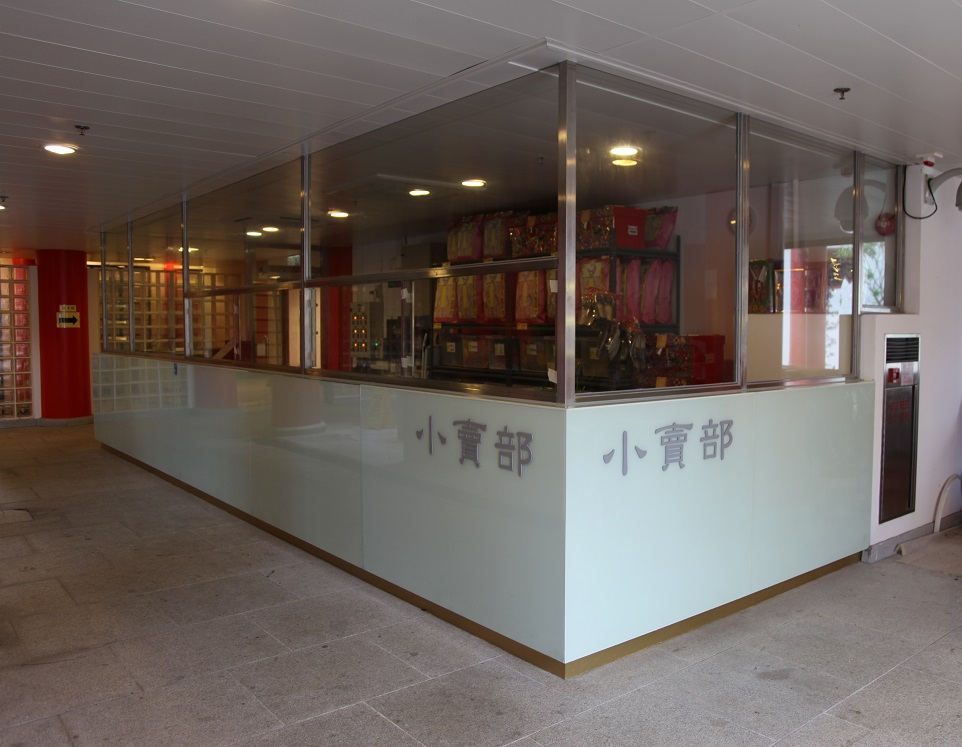
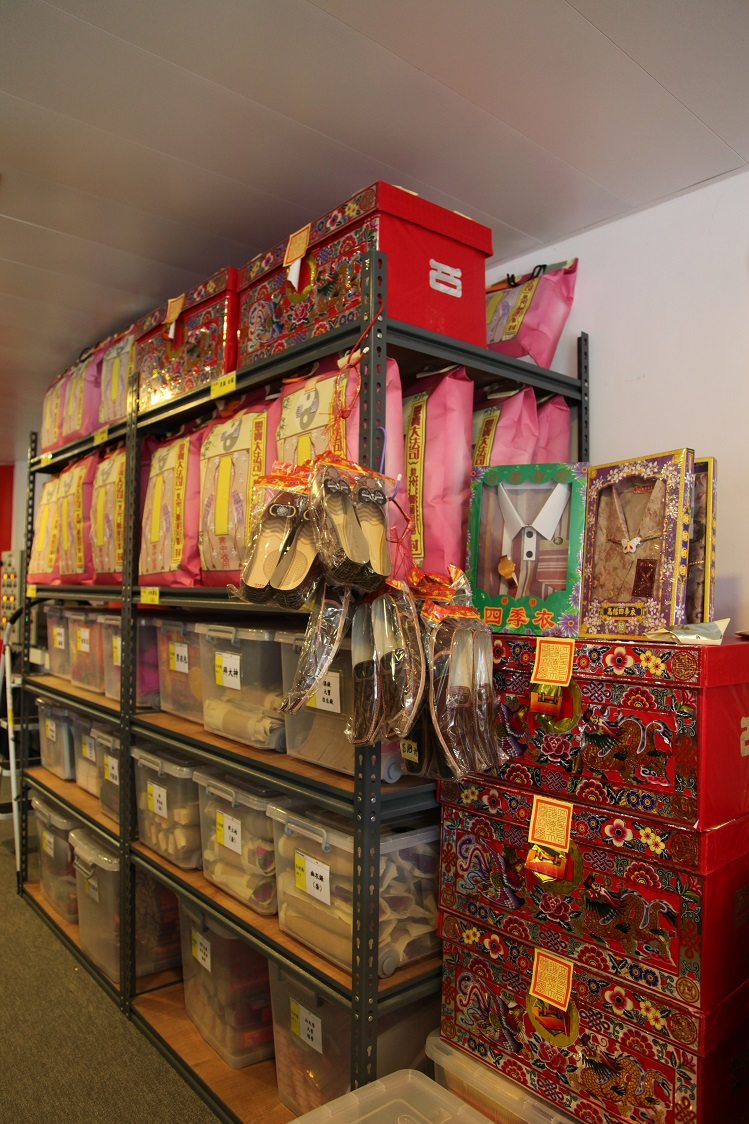

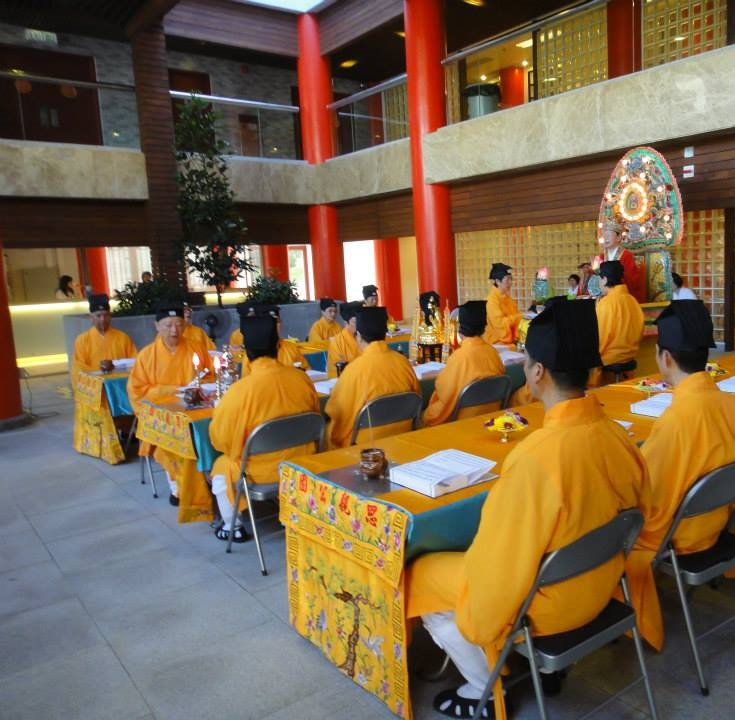

- 專人解答有關安放骨灰上位 / 租用事宜
- 先人瓷相製作
- 安奉先靈
- 每早晚為先人上香
- 功德法事
- 香燭寶帛售賣

- 科儀祭祀法會

甲午年（2014）中元法會附薦服務
- 紙紮祭品訂造

## 開放時間
開放時間：每日上午9時至下午5時

## 外部連結
- 思親公園官方網頁 （页面存档备份，存于）
- 思親公園臉譜專頁 （页面存档备份，存于）